# Yusuf Habib
Yusuf Habib Mansoor Shabaan (Manama, 9 gennaio 1998) è un calciatore bahreinita, centrocampista del Malkiya e della nazionale bahreinita.

## Carriera

### Nazionale
Con la Nazionale bahreinita ha preso parte alla Coppa d'Asia 2019. Ha esordito con essa il 5 gennaio 2019 nella partita contro il Emirati Arabi Uniti.